# The Paladins
The Paladins is een Amerikaanse rootsrock-rockabilly-band uit San Diego. De band ontstond in 1980 als schoolband en was actief tot 2005. In 2011 was er een eenmalige reünie en sinds 2014 is de band weer actief. The Paladins bracht negen studioalbums uit en verschillende livealbums en -dvd's.

## Bandleden

### Huidige leden
- Dave Gonzalez – Gitaar en zang
- Brian Fahey – Drum
- Thomas Yearsley – Contrabas en zang

### Voormalige leden
- Whit Broadly – zang, gitaar (1980–1982)
- Gus Griffin - drum
- Jeff Donovan – drum
- Joey Jazdzewski – Contrabas
- Scott B. Campbell – drum (1983–1990)

## Discografie
- Paladins (Cassette, Wrestler Records WR1687, 1987; CD 1990)[1]
- Years Since Yesterday (LP, Alligator, 1988; CD, 1990)
- Let's Buzz (LP/CD, Alligator, 1990)
- Ticket Home (CD, Sector 2, 1994, geproduceerd door Los Lobos' Cesar Rosas)
- Million Mile Club (CD/MP3, 4AD Records, 1996)[2]
- ReJiveinated (CD, Foil Records/Hootenanny Records, 1999) (= Ticket Home + 4 bonus tracks)
- Slippin In (CD, Ruf Records, 1999)
- Palvoline No. 7 (CD, Ruf Records, 2001)
- El Matador (CD, Lux Records, 2003)
- Power Shake: Live in Holland (27 juni 2004; 2CD, Rounder, 2007)
- Power Shake Live in Holland (27 juni 2004; live DVD, Rounder, 2007)
- Live - 1985 (Hollywood Fats & the Paladins)(CD, TopCat Records, 2008)
- Wicked (EP, Lux Records, 2013)
- More of the Best of vol.I (CD, Lux Records, 2014)
- Slippin' In Ernesto's (CD, 2LP, Music Machine Records, 2016)
- New World (CD/LP, Lux Records, 2017)